# Розанов, Николай Павлович
Николай Павлович Розанов (27 апреля 1809 — 12 октября 1883) — столоначальник и делопроизводитель Московской Духовной Консистории, писатель, археолог; историк, сын причетника, родился в с. Сенине, Серпуховского уезда Московской губ.; умер в Москве и погребен на Пятницком кладбище.

## Биография
Воспитанник Московской духовной семинарии, по окончании курса в которой в 1832 году, по первому разряду, поступил на службу 7 октября 1835 г. в Московскую Духовную Консисторию и долгое время занимал там должность столоначальника (со 2 марта 1838 г.), а потом секретаря 1-й Экспедиции (с 9 декабря 1863 г.). С 1865 по 1874 г. он состоял делопроизводителем Московского Губернского Училищного Совета, а в 1867 г. был делопроизводителем учрежденного по Высочайшему повелению Комитета для составления церемониала погребения митрополита Филарета. Дослужился до чина коллежского советника.
Отец — Павел Григорьевич был определён к Церкви Рождества Христова с. Сенино в пономаря в 1802 году, затем стал диаконом.

## Научная деятельность
Служа в московской духовной консистории и пользуясь её архивом, составил многотомную и ценную по содержанию «Историю московского епархиального управления со времени учреждения Св. Синода (1721—1821)» (М., 1869—1871), а также «Историю церкви Рождества Пресвятые Богородицы на Старом Симонове в Москве» (М., 1870), «Церковь архангела Гавриила в Москве» (М., 1877) и «Материалы для истории Московской епархии, под управлением митрополита Филарета» (М., 1883). В повременных изданиях напечатаны, между прочим, следующие его статьи: «О московских городских кладбищах» («Душеполезное чтение», 1868, кн. 6), «Об архиве московской духовной консистории» («Чтения в московском обществе любителей духовного просвещения», 1869, кн. 6), «О мерах наказаний по московскому епархиальному ведомству в прежние годы» («Душеполезное чтение», 1869, кн. 5), «Устройство церковных домов для приходского духовенства в Москве» («Православное обозрение», 1869, кн. 8), «Время рождения и крещения М. Ю. Лермонтова» («Русская старина», 1873, т. VIII) и много других статей и работ.
Розанов был членом Московского Археологического Общества, Общества Истории и Древностей Российских при Московском университете и Общества Любителей Духовного Просвещения, и помещал в изданиях этих Обществ свои исследования и заметки.

### Сочинения
- Михайла Медведь, разбойничий есаул // Русский архив, 1869. — Вып. 6. — Стб. 1082—1088.
- Московские безобразия прошлого века // Русский архив, 1878. — Кн. 1. — Вып. 1. — С. 26-30.
- Предсказатель монах Авель в 1812—1826 гг. // Русская старина, 1875. — Т. 12. — № 4. — С. 815—819.